# Musculus rectourethralis
Der Musculus rectourethralis (lateinisch für Mastdarm-Harnröhren-Muskel) ist eine Bildung aus glatter Muskulatur im Bereich des Beckens, welche den häutigen Teil der Harnröhre (Urethra) mit dem Mastdarm (Rectum) verbindet. Der Y-förmige Muskel liegt dorsal der Spitze der Prostata. Er entspringt zweischenklig aus der Längsmuskelschicht des Mastdarms und inseriert am perinealen Fettkörper. Dadurch trennt der Muskel die Harnröhre vom Rektum. Bei manchen Individuen handelt es sich um ein kräftiges Muskelband, bei anderen sind nur zarte Faserzüge ausgebildet.
Nach anderer Nomenklatur handelt es sich bei den Musculi rectourethrales (anderer Name: Musculi anorectoperineales) um den Oberbegriff von zwei verschiedenen Muskeln. Beide dieser Muskeln bilden die Fasern der Längsmuskulatur des Rektums, die zum Damm (lateinisch Perineum) und zur Harnröhre ziehen. Der Musculus rectourethralis inferior heißt auch Musculus anoperinealis, der Musculus rectourethralis superior heißt auch Musculus rectoperinealis. Es gehen der Musculus rectoperinealis von der Längsmuskulatur des Rektums und der Musculus anoperinealis von der Längsmuskulatur des Analkanals aus. Beide strahlen in die männliche Harnröhre ein; deswegen beschreibt man ihr Aussehen als Y-Form. Zusätzlich geht der Musculus anoperinealis von der Längsmuskulatur des Analkanals aus und strahlt in den äußeren urethralen Sphinkter-Komplex ein.
Der Musculus rectourethralis wird vom enterischen Nervensystem und vom unteren Mastdarmast des Nervus pudendus innerviert und stabilisiert die Harnröhre. Die Musculi anorectoperineales dienen zusätzlich dem Verschluss der Harnröhre.
Dieser Muskel spielt in der urologischen Chirurgie eine Rolle, insbesondere bei radikaler Entfernung der Prostata.